# Porsche 718
Porsche 718 je Porschejev dirkalnik Formule 1, ki je bil v uporabi med sezonam 1958 in 1964, ko so z njim dirkalni Carel Godin de Beaufort, Harry Blanchard, Wolfgang Seidel, Wolfgang von Trips, Edgar Barth, Hans Herrmann, Dan Gurney, Joakim Bonnier, Heinz Schiller, Colin Davis, Nino Vaccarella in Heini Walter, Gerhard Mitter. Na triintridesetih dirkah je Gurney kot najboljšo uvrstitev dirkalnika 718 dosegel tri druga mesta na dirkah za Veliko nagrado Francije, Veliko nagrado Italije in Veliko nagrado ZDA, vse v sezoni 1961. Dirkalnik temelji na starejšem modelu Porsche 550. Motor je obstajal v dveh različicah, V4 različica iz leta 1958 je lahko razvila moč 165 KM pri 8000 rpm, delovno prostornino pa je imela 1587 cm³. Izboljšana različica V8 iz leta 1962 pa je imela delovno prostornino povečano na 1981 cm³, zato je lahko motor zdaj razvil moč do 210 KM.